# Danh sách tiểu hành tinh: 21601–21700
| Tên                   | Tên đầu tiên | Ngày phát hiện       | Nơi phát hiện                      | Người phát hiện          |
| --------------------- | ------------ | -------------------- | ---------------------------------- | ------------------------ |
| 21601 -               | 1998 XO89    | 15 tháng 12 năm 1998 | Socorro                            | LINEAR                   |
| 21602 Ialmenus        | 1998 YW1     | 17 tháng 12 năm 1998 | Kleť                               | M. Tichý, Z. Moravec     |
| 21603 -               | 1999 BY      | 17 tháng 1 năm 1999  | Catalina                           | CSS                      |
| 21604 -               | 1999 BS3     | 19 tháng 1 năm 1999  | Đài thiên văn Zvjezdarnica Višnjan | K. Korlević              |
| 21605 Reynoso         | 1999 CL81    | 12 tháng 2 năm 1999  | Socorro                            | LINEAR                   |
| 21606 -               | 1999 FH6     | 17 tháng 3 năm 1999  | Caussols                           | ODAS                     |
| 21607 Robel           | 1999 GG34    | 6 tháng 4 năm 1999   | Socorro                            | LINEAR                   |
| 21608 Gloyna          | 1999 GQ35    | 7 tháng 4 năm 1999   | Socorro                            | LINEAR                   |
| 21609 Williamcaleb    | 1999 JQ41    | 10 tháng 5 năm 1999  | Socorro                            | LINEAR                   |
| 21610 Rosengard       | 1999 JE48    | 10 tháng 5 năm 1999  | Socorro                            | LINEAR                   |
| 21611 Rosoff          | 1999 JV50    | 10 tháng 5 năm 1999  | Socorro                            | LINEAR                   |
| 21612 Chelsagloria    | 1999 JS57    | 10 tháng 5 năm 1999  | Socorro                            | LINEAR                   |
| 21613 Schlecht        | 1999 JF68    | 12 tháng 5 năm 1999  | Socorro                            | LINEAR                   |
| 21614 Grochowski      | 1999 JW75    | 10 tháng 5 năm 1999  | Socorro                            | LINEAR                   |
| 21615 Guardamano      | 1999 JQ76    | 10 tháng 5 năm 1999  | Socorro                            | LINEAR                   |
| 21616 Guhagilford     | 1999 JQ82    | 12 tháng 5 năm 1999  | Socorro                            | LINEAR                   |
| 21617 Johnhagen       | 1999 JO119   | 13 tháng 5 năm 1999  | Socorro                            | LINEAR                   |
| 21618 Sheikh          | 1999 JT122   | 13 tháng 5 năm 1999  | Socorro                            | LINEAR                   |
| 21619 Johnshopkins    | 1999 JN136   | 9 tháng 5 năm 1999   | Anderson Mesa                      | LONEOS                   |
| 21620 -               | 1999 KU      | 16 tháng 5 năm 1999  | Catalina                           | CSS                      |
| 21621 Sherman         | 1999 KR4     | 20 tháng 5 năm 1999  | Socorro                            | LINEAR                   |
| 21622 Victorshia      | 1999 LV22    | 9 tháng 6 năm 1999   | Socorro                            | LINEAR                   |
| 21623 Albertshieh     | 1999 LS24    | 9 tháng 6 năm 1999   | Socorro                            | LINEAR                   |
| 21624 -               | 1999 NA1     | 11 tháng 7 năm 1999  | Đài thiên văn Zvjezdarnica Višnjan | K. Korlević              |
| 21625 Seira           | 1999 NN2     | 12 tháng 7 năm 1999  | Socorro                            | LINEAR                   |
| 21626 Matthewhall     | 1999 NP2     | 12 tháng 7 năm 1999  | Socorro                            | LINEAR                   |
| 21627 Sillis          | 1999 NZ3     | 13 tháng 7 năm 1999  | Socorro                            | LINEAR                   |
| 21628 Lucashof        | 1999 ND4     | 13 tháng 7 năm 1999  | Socorro                            | LINEAR                   |
| 21629 Siperstein      | 1999 NT8     | 13 tháng 7 năm 1999  | Socorro                            | LINEAR                   |
| 21630 Wootensmith     | 1999 NM9     | 13 tháng 7 năm 1999  | Socorro                            | LINEAR                   |
| 21631 Stephenhonan    | 1999 NU10    | 13 tháng 7 năm 1999  | Socorro                            | LINEAR                   |
| 21632 Suwanasri       | 1999 NR11    | 13 tháng 7 năm 1999  | Socorro                            | LINEAR                   |
| 21633 Hsingpenyuan    | 1999 NW11    | 13 tháng 7 năm 1999  | Socorro                            | LINEAR                   |
| 21634 Huangweikang    | 1999 NB18    | 14 tháng 7 năm 1999  | Socorro                            | LINEAR                   |
| 21635 Micahtoll       | 1999 NU19    | 14 tháng 7 năm 1999  | Socorro                            | LINEAR                   |
| 21636 Huertas         | 1999 NS34    | 14 tháng 7 năm 1999  | Socorro                            | LINEAR                   |
| 21637 Ninahuffman     | 1999 NH36    | 14 tháng 7 năm 1999  | Socorro                            | LINEAR                   |
| 21638 Nicjachowski    | 1999 NA39    | 14 tháng 7 năm 1999  | Socorro                            | LINEAR                   |
| 21639 Davidkaufman    | 1999 ND39    | 14 tháng 7 năm 1999  | Socorro                            | LINEAR                   |
| 21640 Petekirkland    | 1999 NX39    | 14 tháng 7 năm 1999  | Socorro                            | LINEAR                   |
| 21641 Tiffanyko       | 1999 NC40    | 14 tháng 7 năm 1999  | Socorro                            | LINEAR                   |
| 21642 Kominers        | 1999 NH41    | 14 tháng 7 năm 1999  | Socorro                            | LINEAR                   |
| 21643 Kornev          | 1999 NJ42    | 14 tháng 7 năm 1999  | Socorro                            | LINEAR                   |
| 21644 Vinay           | 1999 NA50    | 13 tháng 7 năm 1999  | Socorro                            | LINEAR                   |
| 21645 Chentsaiwei     | 1999 NZ50    | 14 tháng 7 năm 1999  | Socorro                            | LINEAR                   |
| 21646 Joshuaturner    | 1999 NK53    | 12 tháng 7 năm 1999  | Socorro                            | LINEAR                   |
| 21647 Carlturner      | 1999 NE54    | 12 tháng 7 năm 1999  | Socorro                            | LINEAR                   |
| 21648 Gravanschaik    | 1999 NB57    | 12 tháng 7 năm 1999  | Socorro                            | LINEAR                   |
| 21649 Vardhana        | 1999 NQ59    | 13 tháng 7 năm 1999  | Socorro                            | LINEAR                   |
| 21650 Tilgner         | 1999 OB1     | 17 tháng 7 năm 1999  | Gnosca                             | S. Sposetti              |
| 21651 Mission Valley  | 1999 OF1     | 19 tháng 7 năm 1999  | Farpoint                           | G. Bell                  |
| 21652 Vasishtha       | 1999 OQ2     | 22 tháng 7 năm 1999  | Socorro                            | LINEAR                   |
| 21653 Davidwang       | 1999 OH3     | 22 tháng 7 năm 1999  | Socorro                            | LINEAR                   |
| 21654 -               | 1999 PZ      | 5 tháng 8 năm 1999   | Mallorca                           | À. López, R. Pacheco     |
| 21655 Niklauswirth    | 1999 PC1     | 8 tháng 8 năm 1999   | Ondřejov                           | L. Šarounová             |
| 21656 Knuth           | 1999 PX1     | 9 tháng 8 năm 1999   | Ondřejov                           | P. Pravec, P. Kušnirák   |
| 21657 -               | 1999 PZ1     | 10 tháng 8 năm 1999  | Reedy Creek                        | J. Broughton             |
| 21658 -               | 1999 PA2     | 10 tháng 8 năm 1999  | Reedy Creek                        | J. Broughton             |
| 21659 Fredholm        | 1999 PR3     | 13 tháng 8 năm 1999  | Prescott                           | P. G. Comba              |
| 21660 Velenia         | 1999 QZ1     | 20 tháng 8 năm 1999  | Ondřejov                           | P. Pravec                |
| 21661 Olgagermani     | 1999 RA      | 1 tháng 9 năm 1999   | Ceccano                            | G. Masi                  |
| 21662 Benigni         | 1999 RC      | 1 tháng 9 năm 1999   | Stroncone                          | Stroncone                |
| 21663 Banat           | 1999 RM      | 3 tháng 9 năm 1999   | Starkenburg Observatory            | Starkenburg              |
| 21664 Konradzuse      | 1999 RG1     | 4 tháng 9 năm 1999   | Ondřejov                           | L. Šarounová             |
| 21665 Frege           | 1999 RR1     | 5 tháng 9 năm 1999   | Prescott                           | P. G. Comba              |
| 21666 -               | 1999 RW1     | 5 tháng 9 năm 1999   | Đài thiên văn Zvjezdarnica Višnjan | K. Korlević              |
| 21667 -               | 1999 RB3     | 6 tháng 9 năm 1999   | Višnjan Observatory                | K. Korlević              |
| 21668 -               | 1999 RS6     | 3 tháng 9 năm 1999   | Kitt Peak                          | Spacewatch               |
| 21669 -               | 1999 RF8     | 4 tháng 9 năm 1999   | Kitt Peak                          | Spacewatch               |
| 21670 Kuan            | 1999 RD11    | 7 tháng 9 năm 1999   | Socorro                            | LINEAR                   |
| 21671 Warrener        | 1999 RP12    | 7 tháng 9 năm 1999   | Socorro                            | LINEAR                   |
| 21672 Laichunju       | 1999 RK14    | 7 tháng 9 năm 1999   | Socorro                            | LINEAR                   |
| 21673 Leatherman      | 1999 RL15    | 7 tháng 9 năm 1999   | Socorro                            | LINEAR                   |
| 21674 Renaldowebb     | 1999 RG18    | 7 tháng 9 năm 1999   | Socorro                            | LINEAR                   |
| 21675 Kaitlinmaria    | 1999 RM22    | 7 tháng 9 năm 1999   | Socorro                            | LINEAR                   |
| 21676 Maureenanne     | 1999 RB23    | 7 tháng 9 năm 1999   | Socorro                            | LINEAR                   |
| 21677 Tylerlyon       | 1999 RO23    | 7 tháng 9 năm 1999   | Socorro                            | LINEAR                   |
| 21678 Lindner         | 1999 RK27    | 5 tháng 9 năm 1999   | Drebach                            | G. Lehmann, J. Kandler   |
| 21679 Bettypalermiti  | 1999 RD28    | 8 tháng 9 năm 1999   | Fountain Hills                     | C. W. Juels              |
| 21680 Richardschwartz | 1999 RS31    | 9 tháng 9 năm 1999   | Farra d'Isonzo                     | Farra d'Isonzo           |
| 21681 -               | 1999 RN32    | 9 tháng 9 năm 1999   | Đài thiên văn Zvjezdarnica Višnjan | K. Korlević              |
| 21682 Peštafrantišek  | 1999 RT32    | 9 tháng 9 năm 1999   | Ondřejov                           | P. Pravec, P. Kušnirák   |
| 21683 Segal           | 1999 RL33    | 9 tháng 9 năm 1999   | Fountain Hills                     | C. W. Juels              |
| 21684 Alinafiocca     | 1999 RR33    | 4 tháng 9 năm 1999   | Anza                               | M. White, M. Collins     |
| 21685 Francomallia    | 1999 RL35    | 11 tháng 9 năm 1999  | Ceccano                            | G. Masi                  |
| 21686 Koschny         | 1999 RB36    | 11 tháng 9 năm 1999  | Drebach                            | A. Knöfel                |
| 21687 Filopanti       | 1999 RB37    | 11 tháng 9 năm 1999  | Bologna                            | Osservatorio San Vittore |
| 21688 -               | 1999 RK37    | 11 tháng 9 năm 1999  | Socorro                            | LINEAR                   |
| 21689 -               | 1999 RL38    | 13 tháng 9 năm 1999  | Đài thiên văn Zvjezdarnica Višnjan | K. Korlević              |
| 21690 -               | 1999 RA39    | 13 tháng 9 năm 1999  | Reedy Creek                        | J. Broughton             |
| 21691 -               | 1999 RC42    | 13 tháng 9 năm 1999  | Đài thiên văn Zvjezdarnica Višnjan | K. Korlević              |
| 21692 -               | 1999 RH44    | 15 tháng 9 năm 1999  | Reedy Creek                        | J. Broughton             |
| 21693 -               | 1999 RT44    | 14 tháng 9 năm 1999  | Črni Vrh                           | Črni Vrh                 |
| 21694 Allisowilson    | 1999 RL48    | 7 tháng 9 năm 1999   | Socorro                            | LINEAR                   |
| 21695 Hannahwolf      | 1999 RG49    | 7 tháng 9 năm 1999   | Socorro                            | LINEAR                   |
| 21696 Ermalmquist     | 1999 RC52    | 7 tháng 9 năm 1999   | Socorro                            | LINEAR                   |
| 21697 Mascharak       | 1999 RW54    | 7 tháng 9 năm 1999   | Socorro                            | LINEAR                   |
| 21698 McCarron        | 1999 RD56    | 7 tháng 9 năm 1999   | Socorro                            | LINEAR                   |
| 21699 Wolpert         | 1999 RE64    | 7 tháng 9 năm 1999   | Socorro                            | LINEAR                   |
| 21700 Caseynicole     | 1999 RD72    | 7 tháng 9 năm 1999   | Socorro                            | LINEAR                   |